# Quân A.P
Phạm Anh Quân (sinh ngày 24 tháng 1 năm 1997), thường được biết đến với nghệ danh Quân A.P, là một nam ca sĩ người Việt Nam.

## Cuộc đời và sự nghiệp

### Trước khi bắt đầu sự nghiệp âm nhạc
Quân A.P gặp phải sự phản đối từ gia đình khi quyết định theo đuổi sự nghiệp âm nhạc, vì họ mong muốn anh theo học tại một trường đại học như những người trẻ khác. Tuy nhiên, với niềm đam mê mãnh liệt và tính cách kiên định, anh đã quyết tâm theo đuổi con đường âm nhạc.
Quân A.P chịu ảnh hưởng lớn từ ca sĩ Tuấn Hưng, người mà anh coi là thần tượng. Sau khi có cơ hội gặp gỡ và trò chuyện với Tuấn Hưng, Quân A.P đã xác định rõ những lợi thế và các điểm cần cải thiện trong giọng hát của mình. Dù chưa qua đào tạo chuyên sâu, anh nhận ra rằng chất giọng, cảm xúc và niềm đam mê với âm nhạc là những yếu tố quan trọng nhất, và anh cần không ngừng rèn luyện để nâng cao kỹ năng ca hát của mình.

### Năm 2019: Bắt đầu âm nhạc vớiAi Là Người Thương Em
Sau thời gian dài cover nhiều bài hát và đạt được thành tích "khủng", cùng với ngoại hình đẹp trai chuẩn, Quân A.P được các bạn trẻ yêu thích. Dù đã nhận được bài hát Ai là người thương em từ một năm trước từ nhạc sĩ Thanh Hưng, nhưng anh vẫn chưa đủ tự tin để cho ra sản phẩm của mình thời điểm đó
Ngày 09 tháng 05 năm 2019, Quân A.P chính thức ra mắt MV Ai là người thương em và chính thức đánh dấu bước ngoặt anh bước vào con đường ca hát chính thức.
Sau MV Ai là người thương em, Quân A.P  đã cho ra mắt 2 sản phẩm âm nhạc khác là: Còn Gì Đau Hơn Chữ Đã Từng & You Are My Crush

### Năm 2020: Thăng hoa cùng âm nhạc và giải thưởng đầu tay trong sự nghiệp
Đầu năm 2020: anh chính là chủ nhân của giải thưởng Nghệ sĩ mới của năm do VLIVE.TV tổ chức. Sau đó, anh chính thức tung ra sản phẩm Bông Hoa Đẹp Nhất đánh dấu sự trưởng thành sau khi tách khỏi công ty quản lý cũ. Và đây là MV thứ tư của anh đạt được 20 triệu lượt xem trên YouTube, xuất hiện trên bảng xếp hạng 100 ca khúc hot nhất toàn cầu vào thời điểm đó đã giúp anh đạt được 1.000.000 lượt đăng ký kênh.

### Năm 2021:The Heroes - Thần Tượng Đối Thần Tượngvà giải thưởng quốc tế đầu tiên trong sự nghiệp
Tháng 2 năm 2021: Anh chính thức tung tung ra sản phẩm âm nhạc Lời Xin Lỗi Vụng Về
Đầu tháng 4 năm 2021: anh xác nhận tham gia đường đua The Heroes cùng với DJ DSmall và đã về đội của Nguyễn Hải Phong
Tháng 9 năm 2021: anh ra mắt sản phẩm âm nhạc Nhắn tới khoảng trời em trong giai đoạn bùng dịch ở Việt Nam
Ngày 11 tháng 12 năm 2021: Quân A.P chính là chủ nhân của giải thưởng MAMA 2021 với hạng mục Nghệ sĩ Châu Á xuất sắc nhất

### Năm 2024:Anh trai "say hi",Dắt em đi khỏi đâyvàĐầu anh toàn là em
Ngày 22 tháng 4 năm 2024: Chương trình Anh trai "say hi" chính thức công bố Quân A.P trong danh sách 30 "anh trai" tham gia. Chương trình có sự góp mặt của nhiều ca sĩ, rapper, diễn viên trẻ nổi tiếng tại Việt Nam như HIEUTHUHAI, Issac, Đức Phúc,...
Trong chương trình này, Quân A.P không chỉ thể hiện khả năng ca hát mà còn tham gia nhiều thử thách khác nhau, từ vũ đạo đến hoạt động nhóm. Anh đã đảm nhiệm vai trò đội trưởng trong một số tập, điều này giúp anh thể hiện sự đa dạng trong kỹ năng sân khấu của mình. Quân A.P cho biết việc tham gia chương trình này giúp anh học hỏi và phát triển nhiều kỹ năng mới, đồng thời cũng mang đến nhiều kỷ niệm đáng nhớ
Vào ngày 11 tháng 7 năm 2024, Quân A.P đã chia sẻ một đoạn teaser ngắn trên mạng xã hội cá nhân giới thiệu cho đĩa đơn mới mang tên "Dắt em đi khỏi đây". Bài hát được sáng tác bởi nhạc sĩ Tiên Cookie, và phần thiết kế hình ảnh được thực hiện bởi đội ngũ Travipome, nhóm đã từng thiết kế hình ảnh cho album đầu tay Em của nữ ca sĩ Mỹ Anh.
Dắt em đi khỏi đây chính thức ra mắt vào 8 giờ tối ngày 18 tháng 7 năm 2024 cùng visualizer được đăng tải trên kênh YouTube của anh. ca khúc nhanh chóng đứng đầu bảng xếp hạng lượng người nghe trên nền tảng âm nhạc iTunes chỉ sau một giờ ra mắt.
Ca khúc Dắt em đi khỏi đây của Quân A.P sử dụng hai nhạc cụ chính là piano và violin, với phần âm thanh được xây dựng một cách tỉ mỉ và chi tiết. Bản phối của ca khúc tạo ra một không gian bay bổng, thơ mộng.
Tiên Cookie và các nhà sản xuất âm nhạc Đan Ni, Kado và Pixel Neko đã sử dụng hiệu ứng stutter cho phần vocal ở đoạn drop, cùng với âm thanh của trống Linn Drum làm điểm nhấn cho bài hát. Đây là một yếu tố sáng tạo, khi hiệu ứng stutter thường xuất hiện trong các thể loại nhạc điện tử như EDM. Sự kết hợp này giúp ca khúc trở lại của Quân A.P trở nên độc đáo và mới mẻ trong dòng nhạc Pop.
Ngày 30 tháng 7 năm 2024, Quân A.P phát hành teaser cho đĩa đơn thứ hai mang tên "Đầu anh toàn là em". Ca khúc chính thức ra mắt vào ngày 8 tháng 8 năm 2024 cùng với MV. Bài hát thuộc thể loại pop pha trộn với UK garage, một nhánh của nhạc dance điện tử có nguồn gốc từ Anh. Sáng tác của Tiên Cookie, ca khúc còn có phần rap do BigDaddy viết lời, sử dụng tông giọng trầm để tạo sự tương phản và làm nổi bật đoạn drop-rap.
Lần trở lại này của Quân A.P được giới chuyên môn khẳng định là hợp lý về thời điểm để làm rõ nét hơn định hướng nghệ sỹ trong sự nghiệp của mình.

## Sản phẩm âm nhạc

### Cá nhân
| Năm  | Sản phẩm                             | Sáng tác                                    |
| ---- | ------------------------------------ | ------------------------------------------- |
| 2019 | Ai Là Người Thương Em                | Thanh Hưng                                  |
| 2019 | Còn Gì Đau Hơn Chữ Đã Từng           | RIN9                                        |
| 2020 | Bông Hoa Đẹp Nhất                    | Vũ Hà Anh, Phan Viết Tính, Nguyễn Văn Trung |
| 2020 | Nếu Đã Là Anh Em (OST Chị Mười Ba)   | Bùi Công Nam                                |
| 2021 | Lời Xin Lỗi Vụng Về                  | Vũ Hà Anh                                   |
| 2021 | Nhắn Tới Khoảng Trời Em              | Trung Thông                                 |
| 2021 | Tình Yêu Là Thế (OST Cây Táo Nở Hoa) | Hưng Cacao                                  |
| 2022 | Ước Mơ Của Mẹ                        | Hứa Kim Tuyền                               |
| 2022 | Nơi Ngọn Gió Dừng Chân               | Đoàn Minh Vũ                                |
| 2022 | Đáp Án Cuối Cùng                     | Nguyễn Phúc Thiện                           |
| 2024 | Dắt em đi khỏi đây                   | Tiên Cookie                                 |
| 2024 | Đầu anh toàn là em                   | Tiên Cookie, BigDaddy                       |

### Sản phẩm kết hợp
| Năm  | Sản phẩm                                  | Kết hợp          | Sáng tác                                               | Ghi chú                   |
| ---- | ----------------------------------------- | ---------------- | ------------------------------------------------------ | ------------------------- |
| 2019 | You Are My Crush                          | Nguyên Jenda     | Nguyên Jenda                                           |                           |
| 2019 | Có Ai Đi Hoài Một Lối                     | Yến Tatoo        | Thanh Hưng                                             |                           |
| 2020 | Tự Năm Tay Mình                           | Dương Hoàng Yến  | Vũ Hà Anh                                              |                           |
| 2020 | Ô Kìa Mùa Xuân Vui                        | Văn Mai Hương    | Nguyễn Minh Cường                                      | Tết HTV                   |
| 2021 | Gặp Nhưng Không Ở Lại x Bông Hoa Đẹp Nhất | Hiền Hồ          | Vương Anh Tú Vũ Hà Anh Phan Viết Tính Nguyễn Văn Trung | Sóng 21                   |
| 2021 | You Are My Crush                          | DJ DSmall        | Nguyên Jenda                                           | The Heroes 2021           |
| 2021 | Cô Bé Mùa Đông x Tuyết Yêu Thương         | DJ DSmall        | Phạm Toàn Thắng Young Uno                              | The Heroes 2021           |
| 2021 | Giao Duyên x Ngồi Tựa Mạn Thuyền          | DJ DSmall, Weeza | Nhạc truyền thống Lời: Weeza                           | The Heroes 2021           |
| 2021 | Ông Bụt                                   | DJ DSmall        | Weeza                                                  | The Heroes 2021           |
| 2021 | Dậy Mà Đi (New Version)                   | DJ DSmall        | Weeza, Kiên                                            | The Heroes 2021           |
| 2021 | Tìm Lại (New Version)                     | DJ DSmall        | Microwave, Weeza                                       | The Heroes 2021           |
| 2021 | Anh Thì Không                             | DJ DSmall        | Nhạc nước ngoài Lời Việt: Weeza                        | The Heroes 2021           |
| 2022 | Phản Bội Chính Mình                       | Vương Anh Tú     | Vương Anh Tú                                           |                           |
| 2022 | Lời Xin Lỗi Vụng Về x Phản Bội Chính Mình | Vương Anh Tú     | Vũ Hà Anh Vương Anh Tú                                 | Sóng 22                   |
| 2022 | Nơi Này Có Anh                            | Hoàng Dũng       | Sơn Tùng M-TP                                          | Eye Contact Live series 5 |

## Chương trình tham gia
| Năm  | Chương trình                     | Vai trò          | Kênh phát sóng            |
| ---- | -------------------------------- | ---------------- | ------------------------- |
| 2020 | Gia đình thông thái              | Khách mời        | HTV7                      |
| 2020 | Nhanh như chớp nhí               | Khách mời        | HTV2                      |
| 2020 | Chọn ai đây                      | Khách mời        | HTV7                      |
| 2020 | Sàn đấu ca từ (mùa 4)            | Khách mời        | HTV7                      |
| 2020 | Giọng ải giọng ai                | Khách mời        | HTV7                      |
| 2020 | Sàn đấu ca từ (mùa 5)            | Khách mời        | HTV7                      |
| 2020 | Muốn Ăn Phải Lăn Vào Bếp (mùa 3) | Khách mời        | YouTube của Trường Giang  |
| 2021 | Sóng 21                          | Khách mời        | HTV2                      |
| 2021 | Giọng ải giọng ai (mùa 5)        | Khách mời        | HTV7                      |
| 2021 | Ăn đi rồi kể                     | Khách mời        | HTV2                      |
| 2021 | Thần tượng đối thần tượng        | Thí sinh         | VTV3                      |
| 2022 | Sóng 22                          | Khách mời        | HTV2                      |
| 2022 | Eye Contact LIVE (5 Project)     | Khách mời        | YouTube của Forest Studio |
| 2022 | Hoa hậu Du lịch Việt Nam         | Ca sĩ khách mời  | VTV Cần Thơ               |
| 2022 | Hoa hậu Việt Nam                 | Ca sĩ khách mời  | VTV2                      |
| 2023 | Biển Của Hy Vọng                 | Khách mời        | Vietel Media              |
| 2023 | Người ấy là ai (mùa 5)           | Cố vấn khách mời | HTV2                      |
| 2024 | Anh trai "Say Hi"                | Thí sinh         | HTV2                      |
| 2025 | Running Man Việt Nam (mùa 3)     | Thành viên chính |                           |

## Giải thưởng và đề cử
| Năm  | Giải Thưởng                     | Hạng Mục                          | Tác Phẩm Đề Cử      | Kết Quả   |
| ---- | ------------------------------- | --------------------------------- | ------------------- | --------- |
| 2019 | VLive Awards                    | Nghệ sĩ mới của năm               |                     | Đoạt giải |
| 2020 | Zing Music Awards               | Nam nghệ sĩ được yêu thích        |                     | Đề cử     |
| 2020 | Zing Music Awards               | Ca khúc Pop/Ballad được yêu thích | Bông hoa đẹp nhất   | Đề cử     |
| 2020 | Làn Sóng Xanh                   | Ca sĩ đột phá                     | Bông hoa đẹp nhất   | Đề cử     |
| 2021 | Giải thưởng Âm nhạc Châu Á Mnet | Nghệ sĩ Việt Nam xuất sắc nhất    | Lời Xin Lỗi Vụng Về | Đoạt giải |